# ADAMTS
ADAMTS ("ADAM-протеазы, содержащие мотив тромбоспондина") - семейство белков, осуществляющих множество функций в процессах морфогенеза тканей, патологического преобразования тканей, в процессах воспаления и в процессах построения сосудов. В организме человека по состоянию на 2021 год было обнаружено 19 белков семейства ADAMTS, которым присвоены индексы от 1 до 20 (номер 11 пропущен, т.к. было обнаружено, что этот же белок ранее получил индекс 5). 

## Классификация
По состоянию на 2015 год, белки ADAMTS группировали по известным субстратам на:
- Аггреканазы либо протеогликаназы (ADAMTS1, ADAMTS4, ADAMTS5, ADAMTS8, ADAMTS9, ADAMTS15 и ADAMTS20);
- Проколлаген-N-пропептидазы (ADAMTS2, ADAMTS3, ADAMTS14);
- Ферменты, расщепляющие олигомерный матриксный белок хрящевой ткани (ADAMTS7, ADAMTS12);
- Протеиназа фактора фон Виллебранда (ADAMTS13);
- Орфанные ферменты (ADAMTS6, ADAMTS10, ADAMTS16, ADAMTS17, ADAMTS18, ADAMTS19).

## Структура
Все белки ADAMTS являются секретируемыми ферментами, действующими за пределами клетки. Базовый набор доменов, имеющийся у всех белков ADAMTS, представлен в белке ADAMTS4: сразу после N-конца следует сигнальный пептид, затем про-участок; металлопротеиназный домен; дизинтергин-подобный домен; центральный структурный мотив, схожий с тромбоспондиновым повтором 1-го типа (TSR-мотив); цистеин-обогащенный домен; спейсер. У других белков помимо базового набора имеются дополнительные домены, в том числе дополнительные TSR-мотивы.

## Иллюстрации

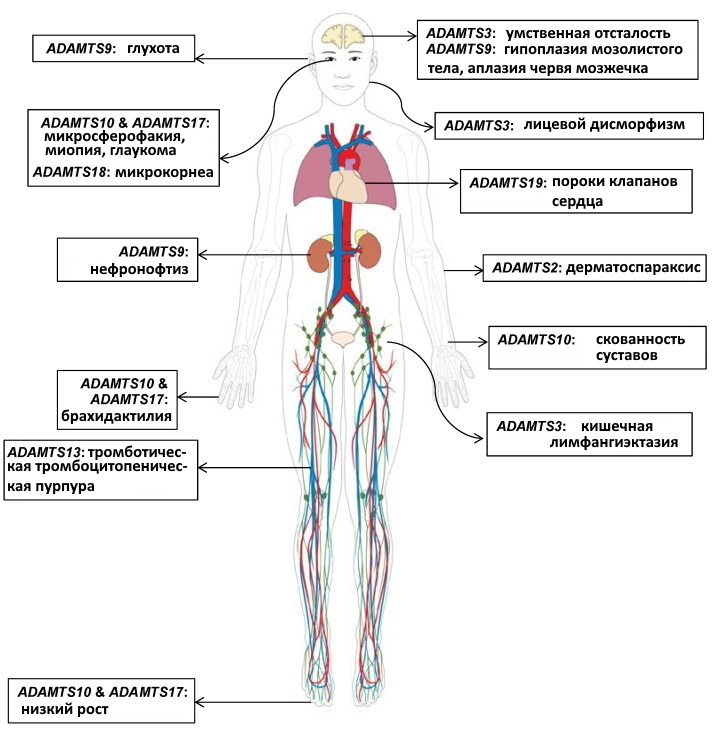
Клинические проявления заболеваний, связанных с мутациями генов семейства ADAMTS, с указанием пораженных органов и частей тела. Из обзора Rim et al., 2020.